# 아시아 필하모닉 오케스트라
아시아필하모닉오케스트라는 1997년 12월 10일 설립된 대한민국 문화체육관광부 소관의 사단법인이다. 사무실은 서울특별시 강남구 논현동에 있다.